# Гизалба
Гизалба (итал. Ghisalba) је насеље у Италији у округу Бергамо, региону Ломбардија.
Према процени из 2011. у насељу је живело 5786 становника. Насеље се налази на надморској висини од 166 м.

## Становништво
| 1936. | 1951. | 1961. | 1971. | 1981. | 1991. | 2001. | 2011. |
| ----- | ----- | ----- | ----- | ----- | ----- | ----- | ----- |
| 2.365 | 2.687 | 2.711 | 3.063 | 3.724 | 4.168 | 4.626 | 5.923 |